# Amélie d'Orléans
 (août 2013).
Titres
Reine consort de Portugal et des Algarves
19 octobre 1889 – 1er février 1908
(18 ans, 3 mois et 13 jours)
Duchesse de Bragance
22 mai 1886 – 19 octobre 1889
(3 ans, 4 mois et 27 jours)
Marie Amélie Louise Hélène d’Orléans (en portugais, Dona Maria Amélia Luísa Helena de Orleães), plus connue sous le nom d'Amélie d’Orléans, née le 28 septembre 1865, à Twickenham (Royaume-Uni) et morte le 25 octobre 1951, au Chesnay (France), est princesse d'Orléans, puis par son mariage reine consort de Portugal de 1889 à 1908.
Amélie d’Orléans perd sa famille proche dans des circonstances dramatiques : son mari, le roi Charles Ier, ainsi que son fils, Louis-Philippe, meurent lors du « régicide de 1908 » et vingt-quatre ans plus tard meurt son dernier fils, le roi Manuel II, dernier monarque du Portugal, qui ne lui survit pas. Quant à sa fille, Marie-Anne de Bragance, elle meurt à la naissance lors d'un accouchement prématuré.

## Famille
Amélie est la fille aînée de Philippe d’Orléans, comte de Paris et prétendant orléaniste au trône de France sous le nom de « Philippe VII », et de son épouse l’infante franco-espagnole Marie-Isabelle d’Orléans (1848-1919).
Elle est également liée à deux autres prétendants au trône de France : son frère, Philippe (1869-1926), duc d'Orléans et prétendant sous le nom de « Philippe VIII », et son beau-frère Jean, duc de Guise et prétendant sous le nom de « Jean III ».
Le 22 mai 1886, elle épouse le futur Charles Ier de Portugal (1863-1908), lui-même fils du roi Louis Ier de Portugal (1838-1889) et de son épouse la princesse Maria Pia de Savoie (1847-1911). La célébration fastueuse — voire tapageuse — des fiançailles eut lieu quelques jours plus tôt. La chronique qu'en firent les journaux monarchistes, en particulier Le Figaro, soulève la consternation des milieux républicains. S'ensuivent de nombreuses attaques contre les Orléans et les Bonaparte concourant au vote de la loi d'exil du 11 juin.
De ce mariage naissent trois enfants :
- Louis-Philippe de Bragance (1887-1908), duc de Bragance, qui meurt assassiné en même temps que son père ;
- Marie-Anne de Bragance (14 décembre 1887, morte à la naissance), infante de Portugal ;
- Manuel de Bragance (1889-1932), dernier roi de Portugal (1908-1910), qui épouse la princesse Augusta-Victoria de Hohenzollern.

## Biographie

### Enfance

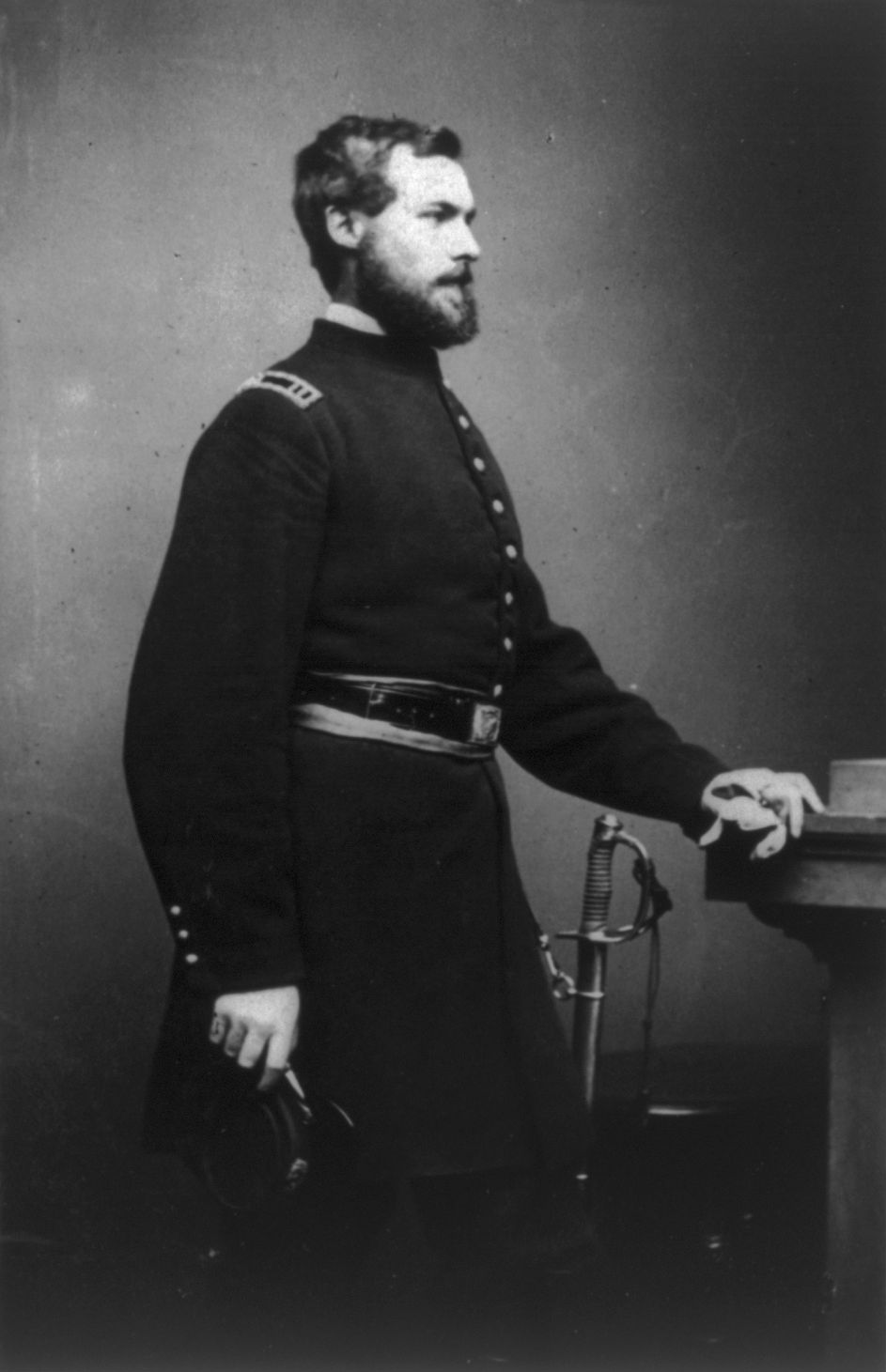
Le comte de Paris, père de Marie-Amélie.

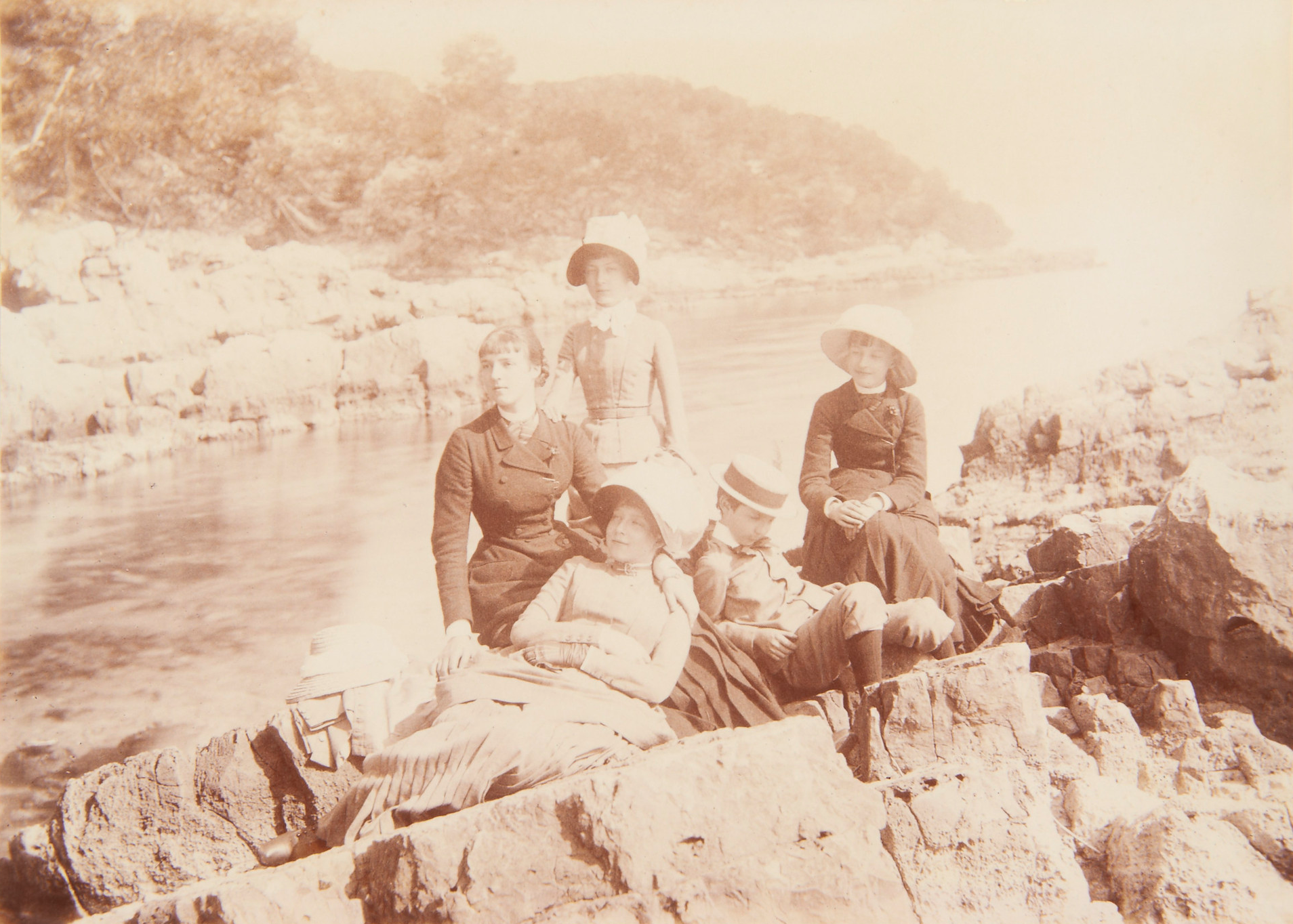
Les princesses Amélie et Hélène d'Orléans, filles du comte et de la comtesse de Paris, avec le prince Jean, la princesse Marie et la princesse Marguerite d'Orléans, enfants du duc et de la duchesse de Chartres (1884).

La princesse Amélie passe son enfance en Angleterre, où elle voit le jour, du fait de la loi d’exil qui touche sa famille depuis la révolution de février 1848. C’est seulement à partir de la loi d'abrogation du 8 juin 1871 que la princesse et sa famille peuvent revenir vivre en France.

### Mariage

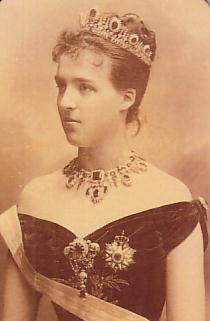
Amélie d'Orléans, entre 1886 et 1888.

La princesse rencontre l’héritier du trône de Portugal au cours d'une partie de chasse à Chantilly, chez son riche oncle, le duc d'Aumale. Les fiançailles sont annoncées le 7 février 1886 et le mariage a lieu à Lisbonne le 22 mai suivant.
Son père, le comte de Paris, organise le 15 mai une somptueuse réception pour les fiançailles du couple à l’hôtel Galliera (futur hôtel de Matignon), dans la capitale française. Le luxe que déploient à cette occasion les Orléans et la chronique qu’en font les journaux monarchistes (et, en particulier, l'article de Philippe de Grandlieu dans Le Figaro) soulèvent la consternation des milieux républicains. Cet événement donne lieu à de nombreuses attaques contre les Orléans et les Bonaparte (telle la chanson satirique L'Expulsion) et aboutit au vote, le 22 juin 1886, d’une nouvelle loi d’exil. Mais à la différence de la première, cette loi ne touche que les prétendants au trône ainsi que leurs fils aînés, ce qui explique que la princesse Amélie puisse revenir vivre en France quand la république est proclamée au Portugal. Ses parents sont contraints de quitter la France pour l'Angleterre, ils font leurs adieux au château d’Eu puis s’embarquent au Tréport.

### Reine consort de Portugal

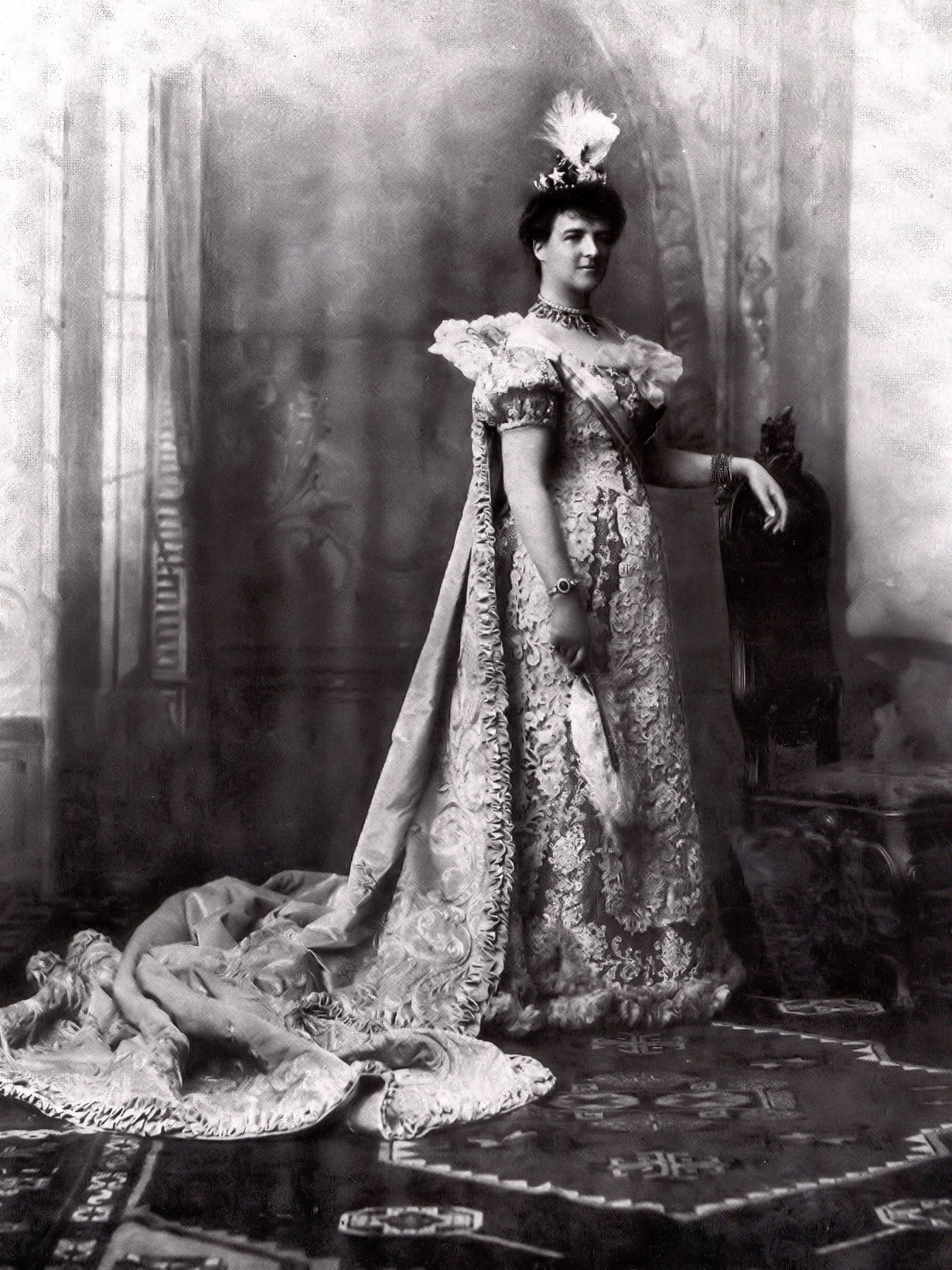
Amélie d’Orléans, reine consort de Portugal.

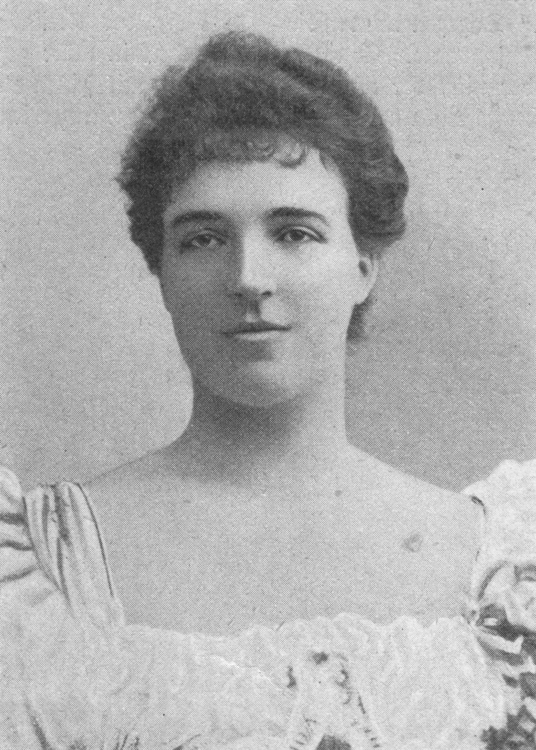
Marie Amélie en 1902 : la reine compense son physique peu gracieux et sa grande taille (un mètre quatre-vingt-deux) par une grâce altière et un teint éclatant.

En 1889, l’époux d’Amélie, dom Carlos, monte sur le trône portugais et la jeune femme devient reine. Amélie commence alors à jouer un rôle culturel et social important dans le pays. En 1892, elle fonde l’Institut d’aide aux naufragés et, en 1905, le Musée des carrosses royaux (actuel Musée national des carrosses), mais la reine crée surtout l’Assistance nationale aux tuberculeux, qui combat la plus terrible maladie de l’époque.
Cependant, le Portugal traverse une grave crise au tournant du XIXe et du XXe siècle. Comme en Espagne ou en France, la famille royale est divisée en deux branches (les Bragance et les Saxe-Cobourg) qui s’opposent pour le trône tandis que les mouvements républicains et anarchistes rencontrent un succès croissant au sein de la population. En 1907, pour faire face aux difficultés que le pays traverse, Charles Ier appelle au pouvoir un général autoritaire, João Franco, mais celui-ci se rend très rapidement impopulaire.

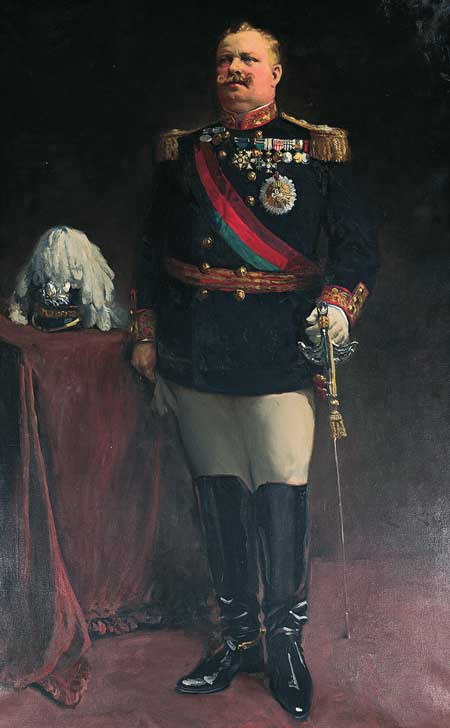
Le roi Charles Ier de Portugal.

### L’attentat de 1908
Le couple royal et ses enfants décident quand même de se rendre en visite officielle en France, à la fin de l’année. Le voyage s’y déroule très bien et la reine retrouve avec plaisir son pays. Un drame se produit lorsque la famille regagne Lisbonne, après des journées passées à Vila Viçosa, dans la province de l'Alentejo. Le 1er février 1908, alors que les souverains se dirigent en landau vers le palais royal, un attentat se produit Praça do Comércio (« place du Commerce ») durant lequel le roi Charles Ier et son fils aîné, dom Louis-Philippe, sont assassinés. Debout dans la voiture, faisant de son corps un rempart pour protéger son plus jeune fils Manuel, la reine Amélie parvient cependant à tenir en respect l’un des terroristes en le frappant avec son bouquet de fleurs.

### Reine douairière
De cet événement, la reine ne se remettra jamais complètement ; après l’attentat, elle se retire dans le palais de Pena, à Sintra, d’où elle ne sort désormais que pour appuyer le jeune Manuel II, alors que les institutions du pays ne cessent de se dégrader ; finalement, la république portugaise est proclamée le 5 octobre 1910.

### Exil

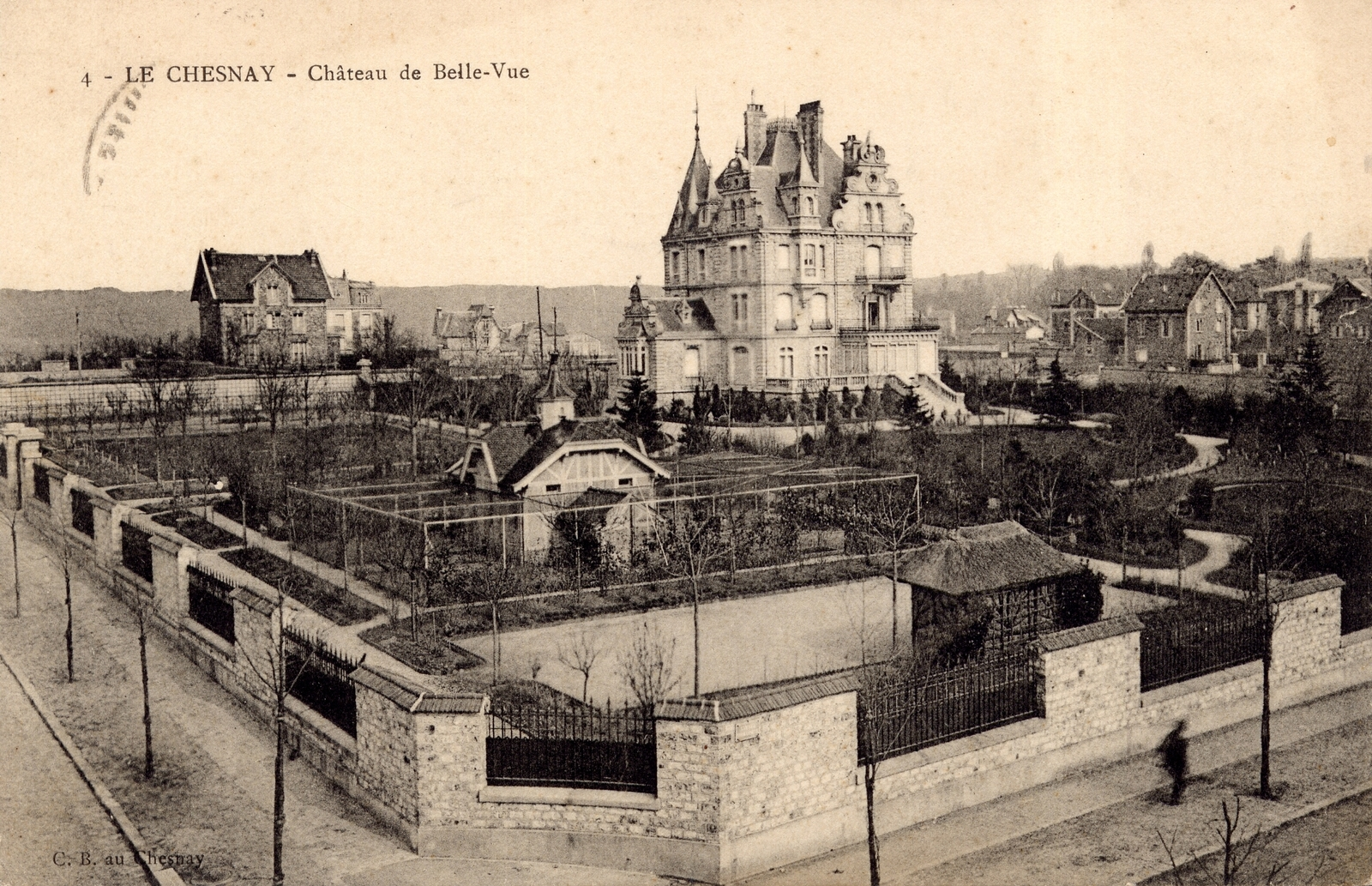
Château de Bellevue au Chesnay.

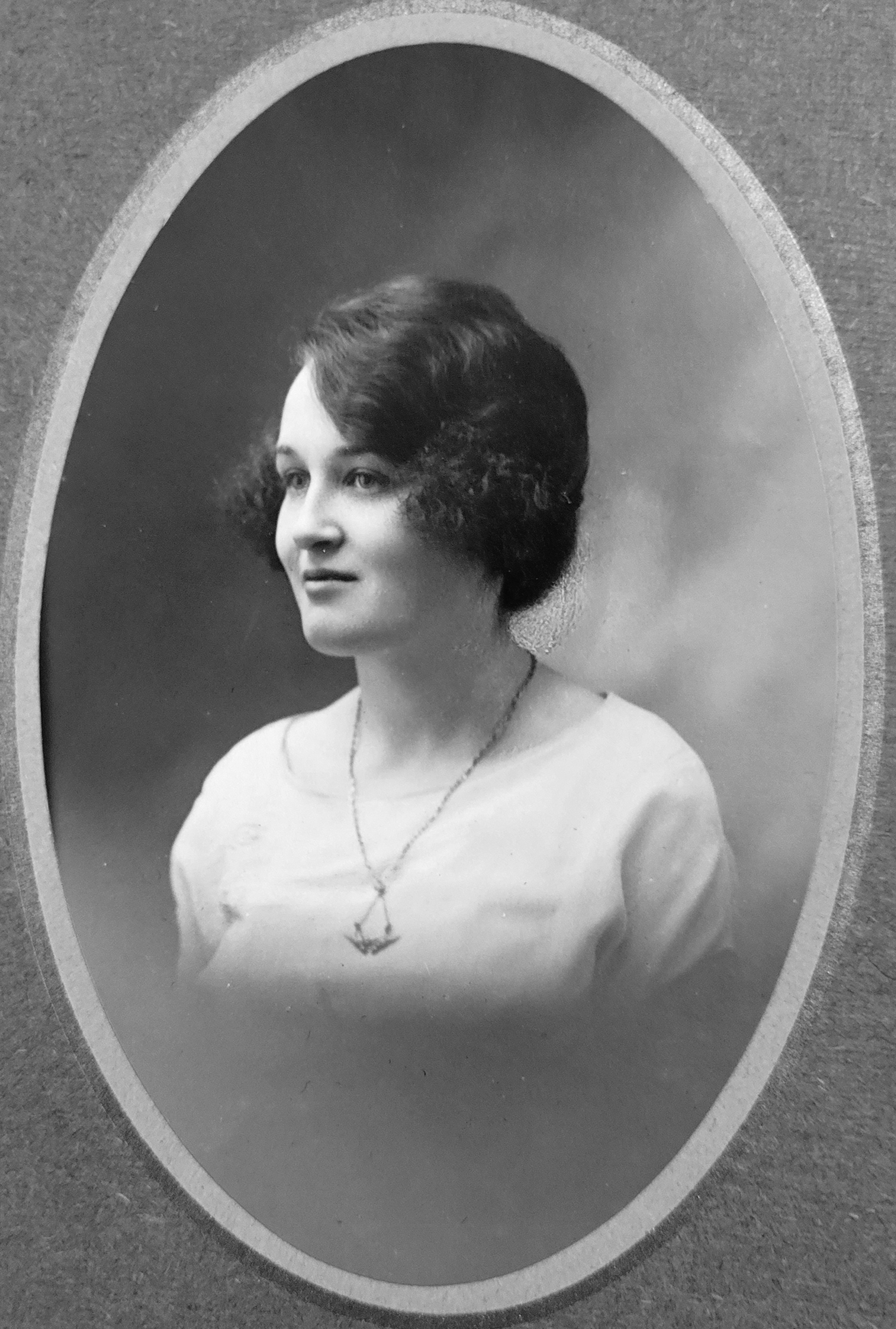
Renée Meyer-Baudouin de Montalivet (descendante d'Adélaïde de Saint-Germain, fille illégitime de Louis XV). Amie et confidente de la reine Amélie de Portugal lors de son exil en France.

La reine Amélie part alors en exil avec le reste de la famille royale à Twickenham, où elle est reçue par son frère, le «  duc d’Orléans », mais après le mariage de Manuel II avec la princesse Augusta-Victoria de Hohenzollern, la reine Amélie part s’installer en France, au château de Bellevue au Chesnay, près de Versailles, qu'elle achète en 1921 et où elle fait la rencontre de Mme Meyer (1907-1998, née Renée Masson-Bachasson de Montalivet, par adoption Baudouin, dite Renée Meyer-Baudouin de Montalivet), une de ses voisines, qui deviendra une grande amie et fidèle confidente durant ses 30 années d'exil.
En 1932, la reine Amélie subit une nouvelle épreuve avec la mort de son fils Manuel : elle devient alors la dernière représentante de la branche portugaise des Saxe-Cobourg.
Pendant la Seconde Guerre mondiale, le gouvernement du président du Conseil portugais Salazar offre à la reine l’asile politique mais celle-ci le refuse, préférant vivre sous le régime de l’Occupation avec ses concitoyens français en jouissant de l'immunité diplomatique. Lors de son séjour au château de Voisins, en mai 1944, le maréchal Pétain lui rend visite, celle-ci l'accueille en l'embrassant et en lui déclarant : « Mon cher maréchal, je vous aime : montrez-vous à la foule que j'aie la joie d'entendre crier : « Vive Pétain ! » ».
Une fois la guerre terminée, Amélie revient en voyage au Portugal le 8 juin 1945 ; elle se rend en pèlerinage à Fátima et revoit tous les lieux où elle a vécu, excepté Vila Viçosa, résidence pour laquelle elle ressent de trop forts sentiments.

### Réconciliation familiale
En 1945, la reine devient la marraine de Duarte Pío de Bragance, actuel « duc de Bragance », confirmant ainsi la réconciliation des deux branches de la famille royale portugaise.[réf. nécessaire]

### Dernières années
La reine Amélie s’éteint en France, le 25 octobre 1951 dans sa résidence de Belle-vue, située au 15, rue du Plateau Saint-Antoine au Chesnay, à côté de Versailles ; son petit-neveu Michel de Grèce évoque la fin de sa triste existence dans ses Mémoires Insolites.
La dépouille de la dernière reine de Portugal fut alors transférée près de celles de son mari et de ses fils, au Panthéon royal des Bragance, dans l’église de São Vicente de Fora, à Lisbonne.
Le 2 décembre 2015 figure dans une vente aux enchères publiques de souvenirs historiques à Paris « la collection de la Reine Amélie de Portugal »

## Titulature et décorations

### Titulature
- 28 septembre 1865 — 25 mai 1886 : Son Altesse Royale la princesse Amélie d'Orléans
- 25 mai 1886 — 19 octobre 1889 : Son Altesse Royale la princesse royale de Portugal et duchesse de Bragance
- 19 octobre 1889 — 1er février 1908 : Sa Majesté Très Fidèle la reine de Portugal et des Algarves
- 1er février 1908 — 25 octobre 1951 : Sa Majesté Très Fidèle la reine douairière de Portugal et des Algarves

Arrière-petite-fille de Louis-Philippe Ier, Amélie reçoit à sa naissance — comme les autres princes et princesses de sa maison — le titre de courtoisie de princesse d’Orléans avec prédicat d’altesse royale,. À la mort du « comte de Chambord », en 1883, le comte de Paris, père d’Amélie, devient pour la majorité des royalistes français le chef de la maison royale de France. Ainsi, Amélie et les autres enfants du comte utilisent les mêmes titulatures que celles que portaient les enfants du roi de France selon les orléanistes : le titre de prince (ou princesse) de France, précédé du prédicat d’altesse royale,. Les titres de prince et princesse de France n'ont néanmoins jamais existé, ni sous l'Ancien Régime et la Restauration, ni sous la monarchie de Juillet.
Par son mariage avec l’héritier du trône de Portugal, dom Charles, Amélie devient duchesse de Bragance, puis lorsque celui-ci règne, reine consort de Portugal et des Algarves.

### Décorations dynastiques
- Dame d'honneur et de dévotion de l'ordre souverain de Malte[21]
- Dame d'honneur de l'ordre de Thérèse (royaume de Bavière)
- Dame de l'ordre de la Reine Marie-Louise (royaume d'Espagne, 25 octobre 1886)[22]
- Dame de l’ordre de la Croix étoilée(maison de Habsbourg)[21]
- Grand-croix de l'ordre de l'Immaculée Conception de Vila Viçosa (royaume de Portugal)[23]
- Grand-croix avec collier de l'ordre du Christ (royaume de Portugal)[24]
- 7e grand maître et grand-croix honoraire de l'ordre de Sainte-Isabelle (royaume de Portugal, 19 octobre 1889)[21]
- Croix rouge royale (Royaume-Uni)
- Grand-croix de l'ordre de Sainte-Catherine (empire de Russie, 8 juin 1895)
- Destinataire de la Rose d'or (Saint-Siège, 1892)

## Iconographie
Un portrait d'Amélie d'Orléans dessiné par Roger Guit est conservé au musée Carnavalet à Paris.

## Dans la culture populaire

### En Littérature
- Stéphane Bern, Moi, Amélie, dernière reine du Portugal (roman), Denoel, Paris, 1997  (ISBN 9782207125342).
- Laurence Catinot-Crost, Amélie, princesse de France, reine de Portugal : 1865-1951, J & D, 1996.  (ISBN 978-2843942129)
- Laurence Catinot-Crost, Amélie de Portugal, Biarritz, Éditions Atlantica, 2000.

### À la télévision
- Le rôle d’Amélie d’Orléans a été interprété par l’actrice Suzana Borges (pt) dans la série portugaise O Dia do Regicídio (pt), produite par la RTP en 2008.
- En 2013, un documentaire-fiction, intitulé La reine Amélie, une Française au Portugal !, réalisée par David Jankowski et Antoine de Meaux, lui est consacré dans le cadre de l'émission Secrets d'Histoire. Le reportage retrace les grandes étapes de sa vie, tout en proposant une visite des principaux lieux du patrimoine architectural portugais[26].